# Savi (Benin)
Savi è un arrondissement del Benin situato nella città di Ouidah (dipartimento dell'Atlantico) con 8.507 abitanti (dato 2006).